# Tituly a vyznamenání Fuada I.

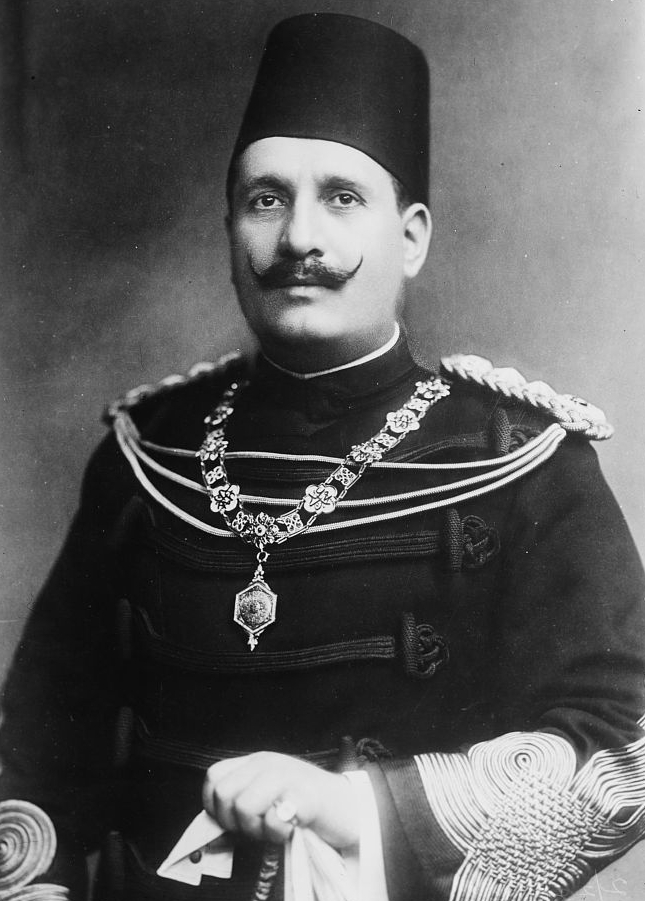
Fuad I.

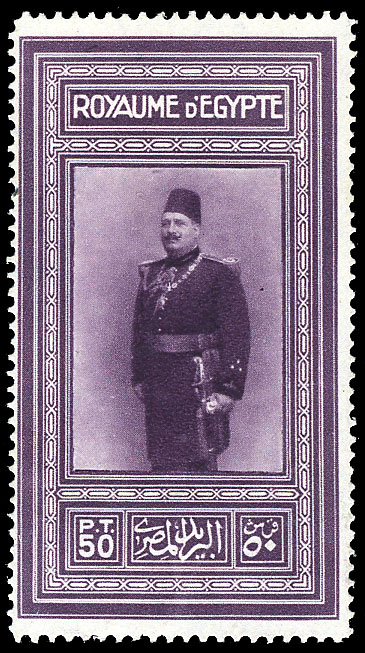
Egyptská poštovní známka z roku 1926 s fotografií Fuada I. v uniformě

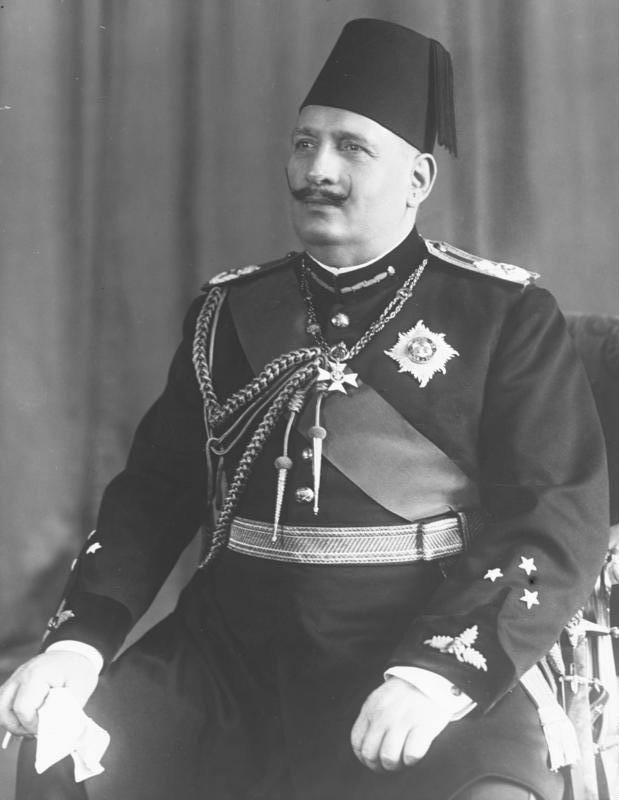
Fuad I.v uniformě s řadou vyznamenání

První egyptský král Fuad I. obdržel během svého života řadu egyptských i zahraničních titulů a vyznamenání. Během své vlády v letech 1917 až 1936 byl také velmistrem egyptských řádů.

## Tituly
- 26. března 1868 – 9. října 1917: Jeho Výsost Ahmet Fuad Paša
- 9. října 1917 – 15. března 1922: Jeho Výsost egyptský a súdánský sultán, vládce Núbie, Kordofánu a Darfúru
- 15. března 1922 – 28. dubna 1936: Jeho Veličenstvo egyptský a súdánský sultán, vládce Núbie, Kordofánu a Darfúru

## Vyznamenání

### Egyptská vyznamenání
Během své vlády od 9. října 1917 do 28. dubna 1936 byl velmistrem egyptských řádů a také zakladatel několika z nich:
- Řád Muhammada Alího – velmistr
- Řád Nilu – velmistr
- Řád ctnostní – velmistr
- Řád Ismaíla – velmistr
- Řád vojenské hvězdy Fuada I. – velmistr
- Řád zemědělství – zakladatel a velmistr
- Řád kultury – zakladatel a velmistr
- Řád obchodu a průmyslu – zakladatel a velmistr

### Zahraniční vyznamenání
- Afghánistán
  -  řetěz Řádu nejvyššího slunce – 22. prosince 1927
- Belgie
  -  velkostuha Řádu Leopolda – 25. října 1927
- Československo
  -  Řád Bílého lva I. třídy s řetězem, civilní skupina – 31. července 1928[2]
- Dánsko
  -  rytíř Řádu slona – 4. listopadu 1932
- Etiopské císařství
  -  velkokříž Řádu Šalomounovy pečeti – 3. května 1924
- Finsko
  -  velkokříž s řetězem Řádu bílé růže – 1935[3]
- Francie
  -  velkokříž Řádu čestné legie – 27. září 1927
- Írán
  -  řetěz Řádu koruny – 1935
- Italské království
  -  velkokříž Řádu svatého Mauricia a svatého Lazara – 1911
  -  rytíř Řádu zvěstování – 1922
  -  velkokříž Řádu italské koruny – 1922
- Japonsko
  -  velkokříž s řetězem Řádu chryzantémy – 20. dubna 1921
- Jordánsko
  -  velkostuha Nejvyššího řádu renesance – 1922
- Nizozemsko
  -  velkokříž Řádu nizozemského lva – 17. září 1925
- Osmanská říše
  -  Řád Medžidie I. třídy – 1893
- Polsko
  -  rytíř Řádu bílé orlice – 1932
- Portugalsko
  -  velkokříž Řádu avizských rytířů – 1923
- Rumunsko
  -  velkokříž s řetězem Řádu Karla I. – 1921
- Řecko
  -  velkokříž Řádu Spasitele – 1912
- Spojené království
  -  čestný rytíř velkokříže Řádu lázně – 1917
  -  Královský Viktoriin řetěz – 1927
- Sýrie
  -  Řád Umajjovců – 1927
- Švédsko
  -  komandér velkokříže Řádu Vasova – 1921
  -  rytíř Řádu Serafínů – 18. března 1933
- Thajsko
  -  rytíř Řádu Mahá Čakrí – 1934
- Vatikán
  -  Řád zlaté ostruhy – 1927[4]